# Metzia lineata
Metzia lineata es una especie de peces de la familia de los
Cyprinidae en el orden de los Cypriniformes.

## Morfología
- Los machos pueden llegar alcanzar los 10 cm de longitud total.[2][3]

## Hábitat
Es un pez de agua dulce y de clima subtropical.

## Distribución geográfica
Se encuentran en Asia: Vietnam, la China y Taiwán. Ha sido introducido en otras  cuencas de la China y del norte de Laos.